# Ярова Білещина
Ярова́ Біле́щина — село в Україні, у Прилуцькому районі Чернігівської області. Населення становить 42 особи. Входить до складу Сухополов'янської сільської громади.

## Історія
На північній околиці села Ярова Білещина розташоване давньоруське поселення, розмір — 120 на 20 метрів.
Село входило до 1781 року до полкової сотні Прилуцького полку, а потім до Прилуцького повіту Чернігівського намісництва.
Низова та Горова Білещина до 1917 року рахували як один населений пункт.
Найдавніше знаходження на мапах 1826-1840 років як Белевщина.
На мапі Шуберта 1869 року позначене як хутір Подловенька. х. Белещина був розташований на місці сучасного цвинтару села.
У 1862 році на хуторі володарському Білещина було 17 дворів, де жило 134 особи.
У 1912 році на хуторі Білещина жило 375 осіб.

## Населення

### Мова
Розподіл населення за рідною мовою за даними перепису 2001 року:
| Мова       | Кількість | Відсоток |
| ---------- | --------- | -------- |
| українська | 39        | 92.86%   |
| російська  | 3         | 7.14%    |
| Усього     | 42        | 100%     |